# Ciclismo en los Juegos Olímpicos de Verano de 2020 - BMX freestyle masculino
El torneo de BMX estilo libre masculino en los Juegos Olímpicos de Tokio 2020 se realizó el 31 de julio y el 1 de agosto de 2021 en el Ariake Urban Sports Park. Compitieron 9 ciclistas de 8 países.

## Antecedentes
Fue la primera aparición del evento, con el BMX de estilo libre agregado al programa por primera vez (las carreras de BMX se agregaron en 2008). El actual campeón mundial (2021) es Logan Martin de Australia, quien también fue el ganador de 2017 y medallista de plata de 2019. Una vista previa de la página web de las olimpiadas señaló a los favoritos como Brandon Loupos de Australia (el Campeón Mundial de 2019), Daniel Dhers de Venezuela y Rim Nakamura de Japón. Australia esperaba que Martin y Loupos compitieran. Sin embargo, las clasificaciones finales colocan a Estados Unidos como la nación número uno en el ranking.
Esto significó que Estados Unidos fue la única nación capaz de enviar dos ciclistas en el evento; Australia, como la nación número 2 en el ranking, solo pudo enviar una. Además, Loupos resultó gravemente herido durante el Campeonato Mundial de 2021 menos de dos meses antes de los Juegos, lo que le habría impedido competir en cualquier caso. Martin fue seleccionado como el único ciclista de estilo libre de BMX masculino de Australia. 
Estados Unidos seleccionó a Justin Dowell (Campeón Mundial 2018) y Nick Bruce (medallista de bronce en 2019); los estadounidenses terminaron el Campeonato del Mundo de 2021 con 3 ciclistas en los 5 primeros lugares (Bruce quinto, Dowell cuarto y Daniel Sandoval llevándose la plata).

## Puntuación
La competencia es un torneo de dos rondas, con una ronda de cabezas de serie y una final. En cada ronda, los ciclistas hacen dos carreras. Las carreras tienen una duración de 60 segundos. Cinco jueces dan puntajes entre 0.00 y 99.99 basados en la dificultad y ejecución de la carrera del ciclista; las puntuaciones se promedian para una puntuación total de ejecución. En la ronda de cabezas de serie, las puntuaciones de las dos carreras del corredor se promedian para obtener una puntuación total de cabezas de serie. Estos puntajes sembrados se utilizan para determinar el orden de salida de los ciclistas en la final, proporcionando una ventaja de conocimiento a los corredores posteriores. En la final, solo cuenta la mejor puntuación de las dos carreras.

## Resultados

### Semifinal
| Lugar | Ciclista         | Nación               | Vuelta 1 | Vuelta 2 | Promedio | Notas |
| ----- | ---------------- | -------------------- | -------- | -------- | -------- | ----- |
| 1     | Logan Martin     | Australia (AUS)      | 91.90    | 90.04    | 90.97    |       |
| 2     | Rim Nakamura     | Japón (JPN)          | 86.20    | 89.14    | 87.67    |       |
| 3     | Daniel Dhers     | Venezuela (VEN)      | 84.20    | 86.00    | 85.10    |       |
| 4     | Anthony Jeanjean | Francia (FRA)        | 83.00    | 86.30    | 84.65    |       |
| 5     | Irek Rizaev      | ROC (ROC)            | 81.20    | 81.30    | 81.25    |       |
| 6     | Kenneth Tencio   | Costa Rica (CRC)     | 75.20    | 84.40    | 79.80    |       |
| 7     | Declan Brooks    | Reino Unido (GBR)    | 74.30    | 79.20    | 76.75    |       |
| 8     | Justin Dowell    | Estados Unidos (USA) | 69.80    | 80.60    | 75.20    |       |
| 9     | Nick Bruce       | Estados Unidos (USA) | 6.60     | 1.00     | 3.80     |       |

### Final
| Lugar             | Ciclista         | Nación               | Vuelta 1 | Vuelta 2 | Promedio | Notas |
| ----------------- | ---------------- | -------------------- | -------- | -------- | -------- | ----- |
| Medalla de oro    | Logan Martin     | Australia (AUS)      | 93.30    | 41.40    | 93.30    |       |
| Medalla de plata  | Daniel Dhers     | Venezuela (VEN)      | 90.10    | 92.05    | 92.05    |       |
| Medalla de bronce | Declan Brooks    | Reino Unido (GBR)    | 89.40    | 90.80    | 90.80    |       |
| 4                 | Kenneth Tencio   | Costa Rica (CRC)     | 84.20    | 90.50    | 90.50    |       |
| 5                 | Rim Nakamura     | Japón (JPN)          | 72.20    | 85.10    | 85.10    |       |
| 6                 | Irek Rizaev      | ROC (ROC)            | 36.60    | 82.40    | 82.40    |       |
| 7                 | Anthony Jeanjean | Francia (FRA)        | 78.20    | 51.20    | 78.20    |       |
| 8                 | Justin Dowell    | Estados Unidos (USA) | 44.60    | 31.60    | 44.60    |       |
| 9                 | Nick Bruce       | Estados Unidos (USA) | 24.60    | DNS      | 24.60    |       |